# Pôle bois du Haut-Forez
Le pôle bois du Haut-Forez est une Société Coopérative d'intérêt Collectif travaillant le bois en Forez en activité de 2007 à 2013.

## Présentation
Ce projet a été labellisé « Pôle d’Excellence
Rurale » par l’État français en février 2007,,. La société coopérative a été créée en 2007.
La société valorise en circuit court la ressource forestière locale,.
Elle a été portée à l'écran par Clément Gaumon dans son film "l'économie sociale et solidaire".

## Histoire
Fortement déficitaire, la coopérative a été placée en redressement judiciaire le 19 novembre 2010, le 13 avril 2011 en liquidation judiciaire avec poursuite d'activité.
Le 3 juillet 2013 a été prononcée la clôture pour insuffisance d'actif